# Liban na Mistrzostwach Świata w Lekkoatletyce 2017
Liban na Mistrzostwach Świata w Lekkoatletyce 2017 – reprezentacja Libanu podczas Mistrzostw Świata w Londynie liczyła 1 zawodnika, który nie zdobył medalu.

## Rezultaty
| Zawodnik    | Konkurencja                | Eliminacje | Eliminacje | Półfinał | Półfinał | Finał    | Finał   |
| Zawodnik    | Konkurencja                | Rezultat   | Pozycja    | Rezultat | Pozycja  | Rezultat | Pozycja |
| ----------- | -------------------------- | ---------- | ---------- | -------- | -------- | -------- | ------- |
| Ahmad Hazer | Bieg na 110 m przez płotki | 14,51      | 38.        | NQ       | NQ       | NQ       | NQ      |